# Friedrich Groos
Friedrich Groos (23. dubna 1768 Karlsruhe – 15. června 1852 Eberbach/Neckar) byl německý lékař a filozof.

## Život a kariéra
Syn soudního rady Emanuela Groose studoval od roku 1788 právo v Tübingenu a Stuttgartu. V roce 1792 začal studovat medicínu v Freiburgu a ve studiích pokračoval v Pavii. V roce 1796 promoval a začal praktikovat jako městský lékař v Karlsruhe. V letech 1805 až 1813 působil v Odenheimu, Gochsheimu a Karlsruhe. V roce 1814 se stal nástupcem Rollera na psychiatrické klinice v Pforzheimu.
V roce 1826 přesídlil do Heidelbergu. Přednášel zde psychiatrii a v roce 1836 odešel do důchodu. Byl vyznamenán řádem zähringenského lva.

## Dílo
- Betrachtungen über die moralische Freiheit und Unsterblichkeit, 1818
- Über das homöopathische Heilprincip. Ein kritisches Wort, 1825
- Untersuchungen über die moralischen und organischen Bedingungen des Irreseyns und der Lasterhaftigkeit, 1826
- Entwurf einer philosophischen Grundlage für die Lehre von den Geisteskrankheiten, 1828
- Ideen zur Begründung eines obersten Princips für die psychische Legalmedicin, 1829
- Die Schellingsche Gottes- und Freiheitslehre vor den Richterstuhl der gesunden Vernunft gefordert, 1829
- Der Weg durch den Vorhof der politischen Freiheit zum Tempel der moralischen Freiheit, 1849